# Stearinsyra

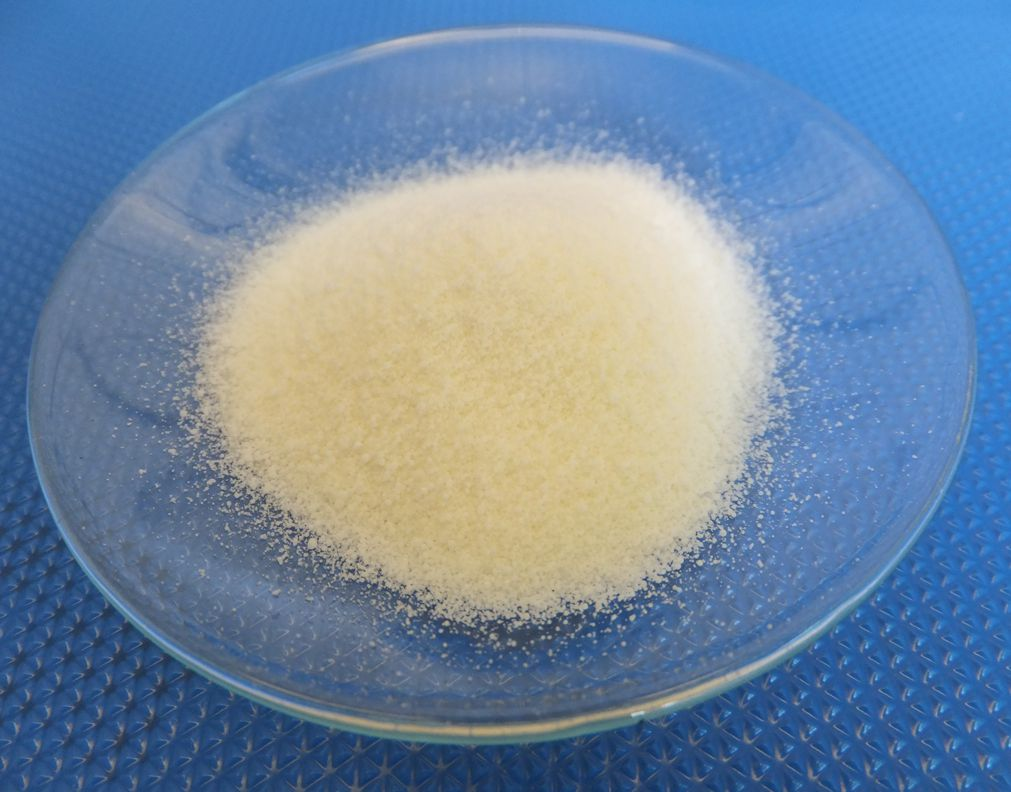
Stearinsyra

Stearinsyra eller oktadekansyra med formeln (CH3(CH2)16COOH eller C17H35COOH) är en mättad fettsyra med 18 kolatomer. Stearinsyra är en utbredd fettsyra i naturen, som finns i många animaliska och vegetabiliska fetter, men är vanligtvis högre i animaliskt fett än vegetabiliskt fett. Den har en smältpunkt på 69,3 °C och en pKa på 4,50.
Dess namn kommer från det grekiska ordet στέαρ "stéar", som betyder talg. Salterna och estrarna av stearinsyra kallas stearater. Som dess ester är stearinsyra en av de vanligaste mättade fettsyrorna som finns i naturen och i livsmedelsförsörjningen, efter palmitinsyra. Kostkällor för stearinsyra är kött, fågel, fisk, ägg, mejeriprodukter och mat beredd med fett, bifftalg, ister, smörfett, kakaosmör och sheasmör är rika fettkällor för stearinsyra.
- E-nummer E 570 (Dit alla ogrenade och mättade fettsyror hör).
- INCI-namn Stearic acid.

## Produktion
När det gäller biosyntesen framställs stearinsyra från palmitoyl-CoA, med malonyl-CoA en tvåkolsbyggsten (efter dekarboxylering).
Stearinsyra erhålls från fetter och oljor genom förtvålning av triglyceriderna med varmt vatten (ca 100 °C). Den resulterande blandningen destilleras sedan. Kommersiell stearinsyra är ofta en blandning av stearin- och palmitinsyra, även om renad stearinsyra finns tillgänglig. Kommersiellt kan oljesyra, som finns i palm och soja, hydreras för att ge stearinsyra.

## Användning och förekomst
I allmänhet utnyttjar tillämpningarna av stearinsyra dess bifunktionella karaktär, med en polär huvudgrupp som kan fästas till metallkatjoner och en opolär kedja som ger löslighet i organiska lösningsmedel. Kombinationen leder till användningar som ytaktivt medel och mjukgörande medel. Stearinsyra genomgår de typiska reaktionerna av mättade karboxylsyror, en anmärkningsvärd är reduktion till stearylalkohol och förestring med en rad alkoholer. Detta används av ett stort antal tillverkare, från enkla till komplexa elektroniska enheter. 

### Livsmedel
Av de mättade fettsyrorna som konsumeras i USA är stearinsyrakonsumtionen andra (26 procent av det totala intaget av mättade fettsyror) efter palmitinsyra (56 procent av det totala intaget av mättade fettsyror). Stearinsyra är rikligare i animaliskt fett (upp till 33 procent i nötlever ) än i vegetabiliskt fett (vanligtvis mindre än 5 procent). De viktiga undantagen är livsmedlen kakaosmör (34 procent) och sheasmör, där stearinsyrahalten (som triglycerid) är 28–45 procent. Exempel på användningen av stearinsyra i livsmedelstillverkning är bakverk, frysta mejeriprodukter, gelatiner, puddingar, hårda godisar och alkoholfria drycker.
Stearinsyra (E-nummer E570) finns i vissa livsmedel.

### Tvål och kosmetika
Stearinsyra används främst vid tillverkning av tvättmedel, tvål och kosmetika som schampon och rakkrämsprodukter. Stearattvål, som natriumstearat, kan tillverkas av stearinsyra men produceras istället vanligtvis genom förtvålning av triglycerider som innehåller stearinsyra. Estrar av stearinsyra med etylenglykol (glykolstearat och glykoldistearat) används för att ge en pärlemoreffekt i schampon, tvål och andra kosmetiska produkter.

### Smörjmedel, mjukgörare och släppmedel
Med tanke på den mjuka strukturen hos natriumsaltet, som är huvudkomponenten i tvål, är andra salter också användbara för dess smörjande egenskaper. Litiumstearat är en viktig komponent i fett. Stearatsalterna av zink, kalcium, kadmium och bly används som värmestabilisatorer PVC. Stearinsyra används tillsammans med ricinolja för framställning av mjukgörare i textillimning. De värms upp och blandas med kaustikkali eller kaustiksoda. Besläktade salter används också vanligtvis som släppmedel, till exempel vid tillverkning av bildäck. Som ett exempel kan den användas för att framställa gjutgods med en gipsform och för att göra en form av ett shellackat leroriginal. Vid denna användning blandas pulveriserad stearinsyra i vatten och suspensionen borstas på ytan som ska avskiljas efter gjutning. Detta reagerar med kalcium i gipset och bildar ett tunt lager av kalciumstearat, som fungerar som ett släppmedel.
Sterinsyra kan omvandlas till zinkstearat, som används som smörjmedel för spelkort (kortpuder) för att säkerställa en jämn rörelse vid kortkonster. Stearinsyra är ett vanligt smörjmedel vid formsprutning och pressning av keramiska pulver.

### Nischade användningsområden
Eftersom stearinsyra är billig, ogiftig och ganska inert, finner den många nischtillämpningar. Olika exempel på stearinsyraanvändning i tillverkningen är tvål och fetter, hushållstvålprodukter, syntetiskt gummi, kosmetiska och farmaceutiska krämer och lotioner, ljus, grammofonskivor, smörjmedel, sko- och metallputs, livsmedelsförpackningar och gummiföreningar.
Stearinsyra används som en negativ plåttillsats vid tillverkning av blybatterier. Den tillsätts med en takt av 0,6 g per kg av oxiden medan pastan förbereds. Det antas öka hydrofobiciteten hos den negativa plattan, särskilt under torrladdningsprocessen. Det minskar också förlängningen av oxidation av det nybildade blyet (negativt aktivt material) när plattorna hålls för torkning i öppen atmosfär efter tankbildningsprocessen. Som en följd av detta är laddningstiden för ett torrt oladdat batteri under initial fyllning och laddning (IFC) jämförelsevis lägre, jämfört med ett batteri monterat med plattor som inte innehåller stearinsyratillsats. Fettsyror är klassiska komponenter för ljustillverkning. Stearinsyra används tillsammans med enkelt socker eller majssirap som härdare i godis.

## Metabolism
En isotopmärkningsstudie på människor drog slutsatsen att andelen stearinsyra i kosten som oxidativt avsätts till oljesyra är 2,4 gånger högre än andelen palmitinsyra som analogt omvandlas till palmitolsyra. Det är också mindre sannolikt att stearinsyra införlivas i kolesterolestrar. I epidemiologiska och kliniska studier visade sig stearinsyra medverka till  sänkt LDL-kolesterol i jämförelse med andra mättade fettsyror.

### Exempel
- Kalciumstearat
- Natriumstearat
- Stearin